# 动态反吸血驴保护
动态反吸血驴保护是内置于eMule Xtreme Mod等一些eMule的修改版软件（即eMule Mod）中的功能组件。在这些eMule Mod连接上eDonkey网络后，它会根据DLP库中的列表，侦测出吸血驴并对其做减分或屏蔽处理。
DLP组件和官方DLP库均开放源代码，遵循GNU通用公共许可证协议发布。有一些程序员在官方DLP库基础上修改制作了非官方的DLP库，见：DLP库一节。
很多eMule Mods用户认为吸血驴破坏eDonkey网络的公平性，损害了他人利益。因而通过加载DLP来屏蔽部分不良eD2k客户端。

## 历史
2005年9月27日，eMule Xtreme Mod原作者、前维护者、德国程序员Xman在新发布的Xtreme 4.5中，加入了DLP功能，其中带有可持续更新的DLP库，用以鉴别出吸血驴并对其做减分或屏蔽处理。基于Xtreme的Mods随后也加入了此功能。此后，还有一些其他的Mods也陆续地融合了这项功能。
曾经很长一段时间内，官方DLP库的维护者对中国的吸血驴有可能不太了解，不能很好的屏蔽中国吸血驴，中国eMule用户也未关注Xtreme的DLP功能。但是在2006年8月，Vagaa软件对DonkeyServer服务器滥请求的事件 之后，许多用户开始了解吸血驴的危害，拥有DLP的Xtreme等Mod也被许多中国用户所使用。也开始有一些中国用户向官方DLP库的维护者提交新发现的吸血驴列表。
官方DLP原来由Xman开发并更新，Xman于2007年8月发布了Xtreme 6.1版本之后与eMule官方论坛的程序员失去了联系，后来由德国程序员、StulleMule等多个Mod的现任维护者Stulle接手了维护工作。自v34版本开始，中国程序员、Xtreme现任维护者zz_fly亦参与其中。人员至今未有变动。

## 支持
目前支持DLP且默认使用官方DLP库的有Xtreme、MagicAngel、ScarAngel、Mephisto、X-Ray、StulleMule、NeoMule、CN、DreaMule等eMule Mod。
上述Mods中，NeoMule的反吸血功能结合了DLP和原创的Argos反吸血，但也有用户称其对DLP的支持不够完善，少数非官方DLP库无法做到完善支持。MagicAngel对DLP有完全支持，此外还带有NeoMule的Argos反吸血功能。StulleMule则本身有Argos，而且支持DLP功能并内置DLP库，但因此而不能及时地手动更新或替换DLP库。
其他Mods中VeryCD Mod和easyMule目前也支持DLP，但是默认使用的是VeryCD公司自己的DLP库，曾多次误屏蔽Xtreme等正规eMule Mods，目前放行了迅雷并对多个正规Mod（包括Xtreme）进行误屏蔽，详见下文VeryCD版DLP库。
官方eMule、MorphXT目前不支持也无计划支持DLP。官方eMule有少许简单的不良Mods防护功能，如Ghost Mod（伪装官方版本）侦测；MorphXT则有自己的反吸血功能。

## 使用
Xtreme、ScarAngel、Mephisto等Mod可能可以自动更新新版DLP，用户也可以手动下载最新的DLP库文件antiLeech.dll.new 用以更新。

## DLP库

### 官方DLP库
官方的DLP库，就是eMule Xtreme Mod的DLP库。原来由Xman维护，现主要由Stulle维护。官方网站与发布点和Xtreme Mod的相同。大多数支持DLP的eMule Mods默认使用的都是官方DLP库。
因可能吸血或违反GPL的原因，官方DLP库对部分或所有版本的哇嘎、迅雷、脱兔、快车、BitComet（“eMule插件”）进行了侦测。

### DLP+
中国程序员FzH（风之痕）曾修改出了一款DLP库，名为“DLP+”。这个自制DLP并没有开放源代码。与官方DLP库最大的不同是采用了白名单过滤机制，另外也添加了一些吸血骡标识，增加了对一些中国吸血驴的检测，因而对于中国国内吸血骡有较好的防护能力。不过也有网友反映在对吸血驴Applejuice进行检测时有误伤。DLP+曾经更新非常频繁，能及时添加最新的吸血驴，但是现在已很久未更新，最后的版本是大约2008年10月更新的、根据官方DLP库v36修改的DLP+v3601。有人认为DLP+现在已经存在一定的漏检，也有人认为由于使用了白名单，DLP+现在依旧比最新版官方DLP库严格。

### VeryCD版DLP库
Vagaa对DonkeyServer服务器滥请求的事件之后，许多用户要求VeryCD Mod支持DLP。于是，VeryCD公司在Build 070906版本中开始在VeryCD Mod中加入对DLP的支持。后来的easyMule也支持了DLP。最初VeryCD公司的两个eMule Mod默认使用的是官方DLP库，但后来开始制作并默认使用自己的DLP库。2008年年中，其DLP库放行了迅雷。迅雷被很多eMule用户认为是吸血驴，因而VeryCD的做法招来了许多争议。 2008年11月，VeryCD的DLP库误屏蔽了Xtreme，并且未及时承认错误，反而封锁社区用户账号，造成较大影响。后来VeryCD官方承认并修正了其DLP的误屏蔽。
2009年10月11日，有用户称VeryCD公司的DLP库误屏蔽了CN Mod，之后该用户的贴被删，但VeryCD迅速于15日发布的新VeryCD Mod测试版中更正了误屏蔽的错误。另外在更新日志中，VeryCD公司修改的DLP库使用与官方DLP完全相同的名称和版本号“DLP v39.0”。
VeryCD版DLP库目前也没有开放源代码，违反了GNU GPL开源协议。但其依然使用GPL开源的官方DLP库的信息：详细信息中的公司名称为“http://xtreme-mod.net”；版权为“Copyright © 2006 emule Xtreme”；版本号如上所述，也与官方DLP相同。
2010年5月2日，VeryCD公司版本号为v41的DLP库被发现再次错误地屏蔽了Xtreme，以及ScarAngel、Mephisto、MorphXT、EastShare、StulleMule、X Mod、RaJiL等无吸血争议的正常Mod。

### Strict DLP Chinese（SDC）
由于VeryCD公司闭源的easyMule 2.0涉嫌抄袭aMule，违反GNU GPL协议；miniMule则删除了eMule的主动文件共享功能和eD2k/Kad搜索功能 彻底成为吸血客户端；VeryCD Mod和easyMule没有开放其自带DLP库的源代码且多次误封其他Mod。同时一些用户也对easyMule的强制默认昵称列表、VeryCD的客户端可能有社区加分、其公司的混淆性宣传等行为不满。于是有用户在SourceForge上建立了Strict DLP Chinese（SDC）开源项目。其发布的特殊的修改版DLP库，在官方DLP库基础之上添加了对eMule VeryCD Mod、easyMule的侦测，并可选择屏蔽。